# Ludwig von Höhnel

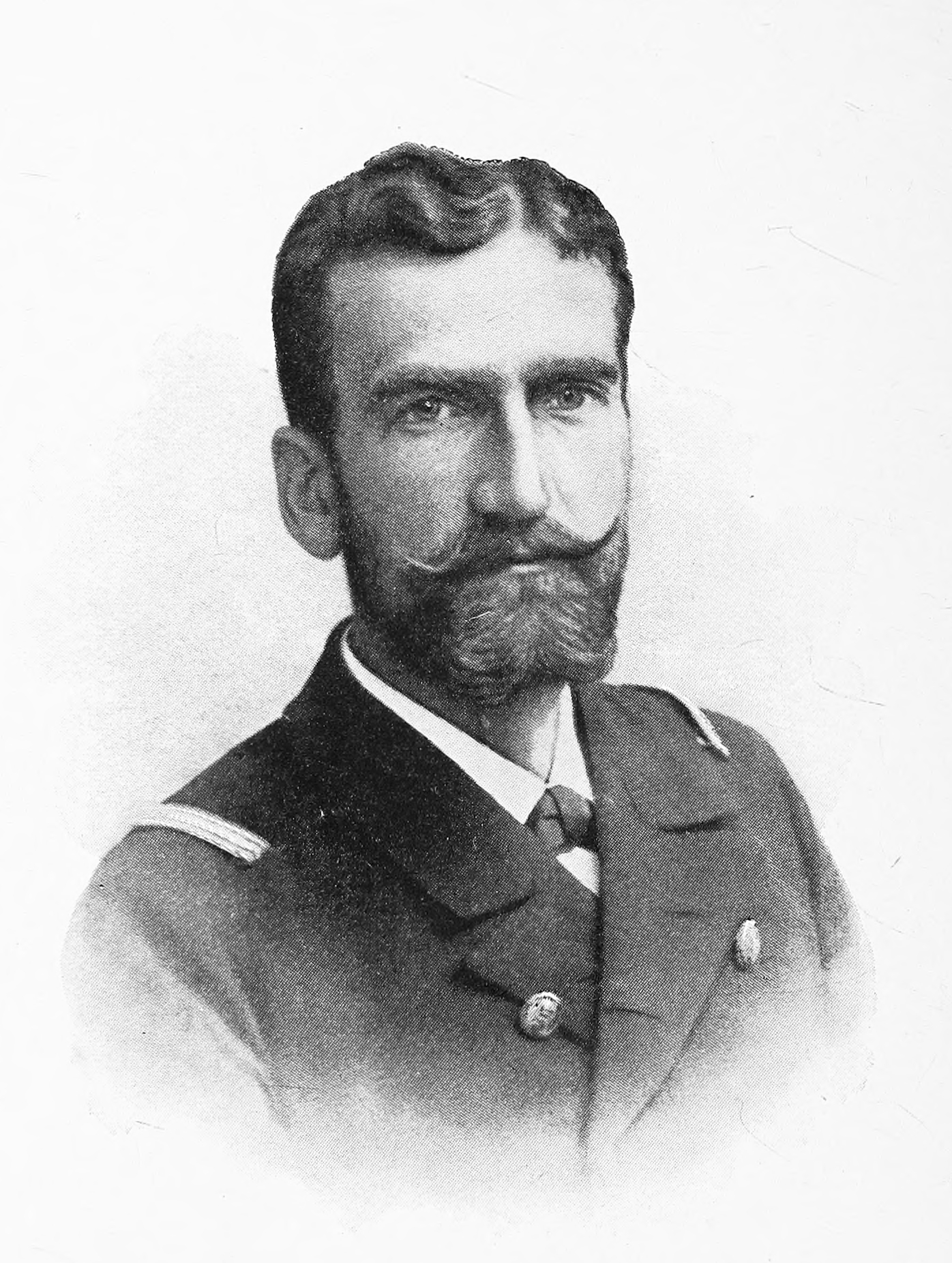
Leutnant Ludwig von Höhnel, aufgenommen von William Astor Chanler (1892)

Ludwig Ritter von Höhnel, ab 1919 Ludwig Höhnel, (* 6. August 1857 in Preßburg, Kaisertum Österreich; † 23. März 1942 in Wien) war ein österreichischer Marineoffizier, Afrikaforscher und Geograph.

## Leben

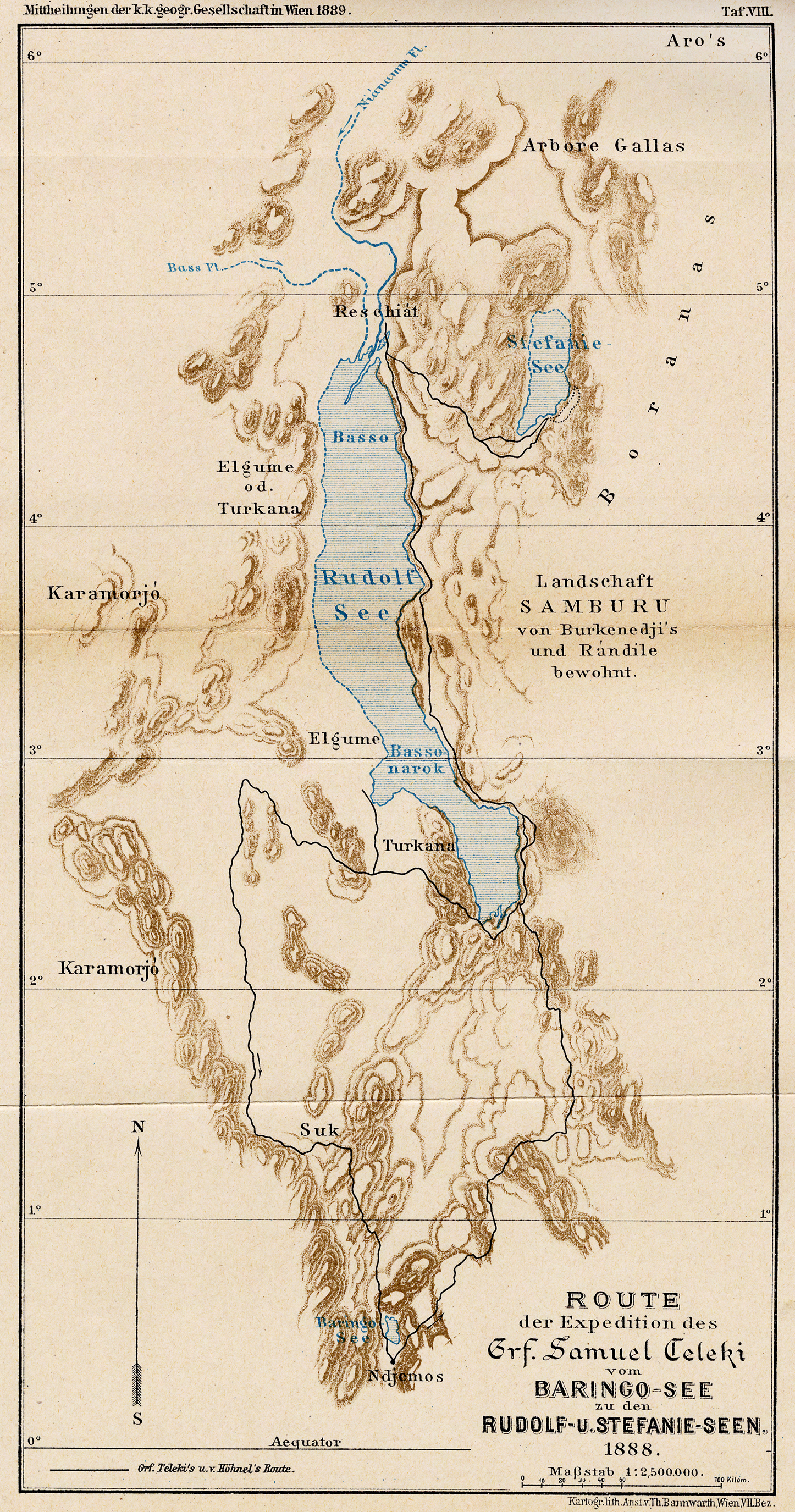
Routen-Karte zur Expedition mit Teleki (1888)

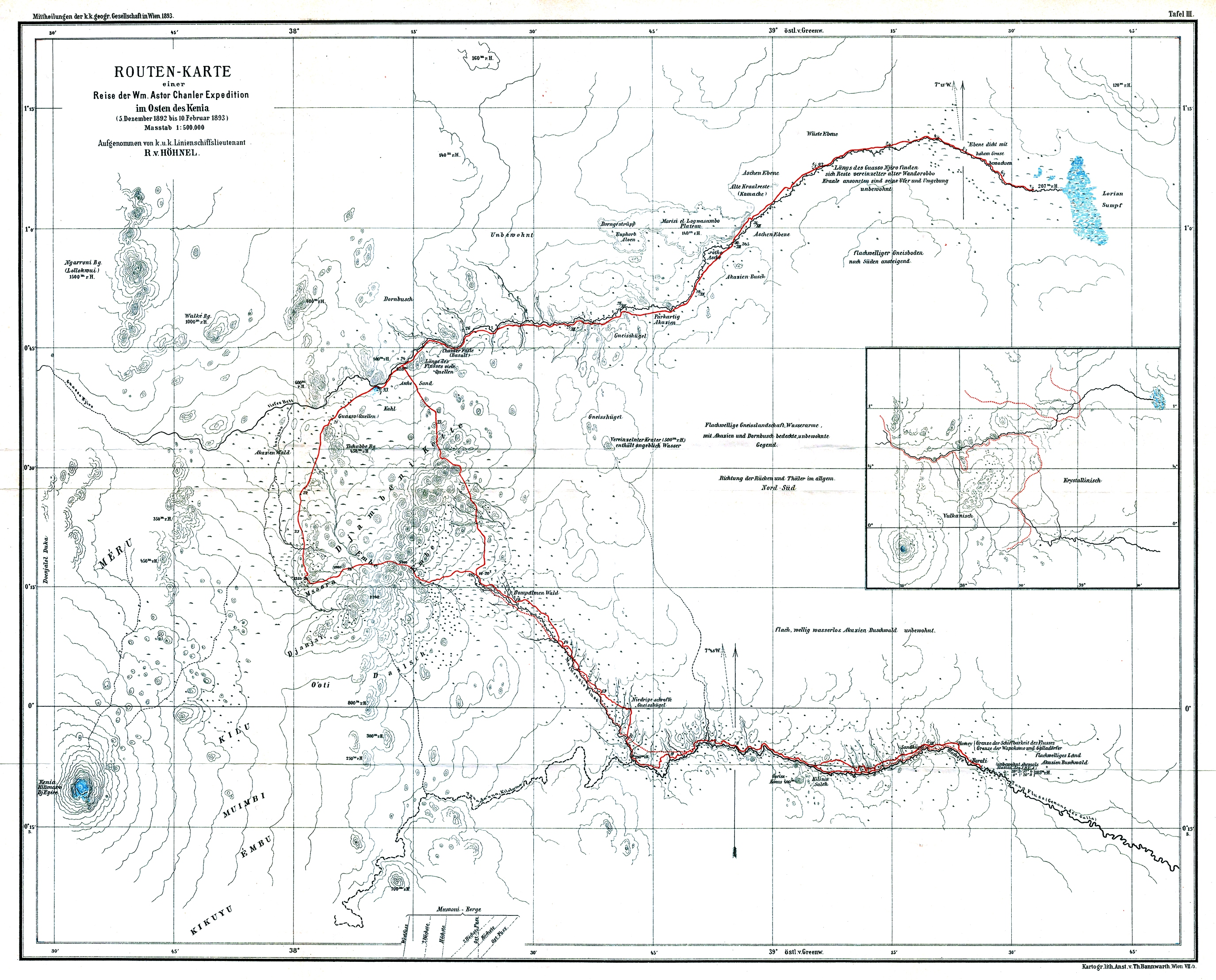
Routen-Karte zur Expedition mit Chanler (1893)

Von 1886 bis 1889 nahm von Höhnel als geographischer Leiter an der ersten Afrikaexpedition Sámuel Telekis teil. Im Zuge dieser Forschungsreise wurden 1888 der Rudolfsee und der Stefaniesee entdeckt.
Von Höhnels wissenschaftlicher Ruf als Afrikareisender bewog 1892 den Amerikaner William A. Chanler (1867–1934), ihn zu einer Expedition ins Keniagebiet einzuladen. Diese Reise wagte sich in bisher völlig unerforschtes Gebiet vor, von Höhnel wurde dabei von einem Nashorn schwer verletzt, so dass der Rückmarsch früher als geplant angetreten werden musste. Trotz des frühzeitigen Abbruchs lieferte die Expedition wertvolle topographische Erkenntnisse. Der Nordosten des Mount-Kenya-Massivs und der Lauf des Uaso Nyiro wurden erstmals erfasst. Zum ersten Mal trafen Weiße auf den Volksstamm der Rendille, von dem Höhnel bereits auf seiner Reise mit Teleki erfahren hatte.
1899 wurde von Höhnel zum Flügeladjutanten von Kaiser Franz Joseph I. ernannt, er erhielt mehrere Kommandos über österreichische Schiffe und leitete eine Handelsdelegation nach Abessinien, im Zuge derer er einen Vertragsabschluss mit Kaiser Menelik II. erreichen konnte. Von 1905 bis 1909 war von Höhnel Leiter einer großen Missionsreise mit Panther nach Australien und Polynesien, während der er österreichische Gämsen in Neuseeland einführte.
Danach zog sich von Höhnel in den Ruhestand zurück und widmete sich bis zu seinem Tod im Jahre 1942 seinen wissenschaftlichen Aufzeichnungen.
Sein ehrenhalber gewidmetes Grab befindet sich auf dem Wiener Zentralfriedhof (15E-3-32). 1958 wurde die Ludwig-von-Höhnel-Gasse in Wien-Favoriten nach ihm benannt.
Sein Bruder war der Mykologe Franz Xaver Rudolf von Höhnel.

## Schriften (Auswahl)
- Zum Rudolph-See und Stephanie-See. Die Forschungsreise des Grafen Samuel Teleki in Ost-Aequatorial-Afrika 1887-1888. Hölder, Wien 1892. – Volltext online.
- Mein Leben zur See, auf Forschungsreisen und bei Hofe. Erinnerungen eines österreichischen Seeoffiziers. (1857–1909). Hobbing, Berlin 1926.
- —, Ronald E. Coons (Hrsg.), Pascal James Imperato (Hrsg.): Over Land and Sea. Memoirs of an Austrian Rear Admiral’s Life in Europe and Africa, 1857-1909. (englisch). Holmes & Meier, New York, NY (u. a.) 2000, ISBN 0-8419-1390-0.

## Auszeichnungen und Preise (Auswahl)
- 1892: Carl-Ritter-Medaille